# 比肯赫特
比肯赫特是德国莱茵兰-普法尔茨州的一个市镇。总面积8.58平方公里，总人口684人，其中男性345人，女性339人（2011年12月31日），人口密度80人/平方公里。